# 塩地美澄
塩地 美澄（しおち みすみ、1982年〈昭和57年〉6月26日 - ）は、日本のタレント、フリーアナウンサー、グラビアアイドル。元秋田朝日放送アナウンサー。現在、フリーランス。

## 略歴
- 北海道札幌市出身[2]。北海道札幌北高等学校[6]、小樽商科大学卒業[7][注 1]。高校時代に「ミス北高」に選ばれた[8]。
- 2005年、JR北海道のキャンペーンガール「ミス・ツインクル」を務めた[8][9]。
- 2006年、秋田朝日放送（AAB）に入社[10]。
- 2011年1月9日放送の『パネルクイズ アタック25』（朝日放送）に後藤明日香とペアを組んで出場し、北海道テレビの石沢綾子、国井美佐のペアと連合して優勝した。
- 2014年3月末をもって秋田朝日放送を退社[注 2]し、同年8月よりスペースクラフトに所属[12]。
- 2016年、写真集『みすみ』を発売しグラビア活動にも進出[13]。2017年に2冊目となる写真集『すきだらけ』を発売。2020年7月31日には3冊目となる『Relieved』を発売。
- 2024年2月11日、同年3月いっぱいでアーティストハウス・ピラミッドとの契約期間満了により退所すること、今後はフリーとして活動していくことを自身のInstagramで報告した[14][注 3]。

## 人物
- 趣味はスポーツ観戦[17]。
- 明るくオープンな性格。高所恐怖症[18]。

## 出演
〇印は、現在出演中。

### 秋田朝日放送勤務時
- スーパーJチャンネルあきた （ - 2012年3月）- リポーター、（2012年4月2日 - 2014年3月27日）- 千田まゆこの代理キャスター
- AABニュース&ウェザー
- デジタル・ハジマル あいたい。テレビ!! - パーソナリティ
- TVイーハトーブ 土曜のてっぺん （2006年4月8日 - 2007年3月31日）- 秋田担当リポーター
- 朝だ!生です旅サラダ（朝日放送） - 秋田中継担当（2006年）
- 秘密結社 クロトサカ団 - クロトサカブルー 役
- アナウンサーのメイク室
- サタナビっ! （2006年4月1日 - 2007年3月31日） - 中継担当、（2007年4月7日 - 2011年10月1日）- 司会
- 情報ニュースショー トレタテ!（2011年10月 - 2015年3月） - MC

### フリー転向後・テレビ
- 情報ニュースショー トレタテ!（秋田朝日放送）（2015年4月 - 2016年3月） - リポーター ※フリー転向後にも引き続き出演。
- あきたびじょんプラス（2015年4月 - 2016年3月、秋田朝日放送/秋田放送/秋田テレビ）
- 焼肉女子会&MORE（2015年5月31日 - 、BS-TBS）
- ただいま、ゲーム実況中!!（2016年3月 - 2017年1月、テレ朝チャンネル2/2016年12月 - 、テレ朝チャンネル1）[19] ※当初は隔月などで約6時間の生放送。ツイキャスでも同時配信。
- 360°まる見え！VRアイドル水泳大会（2017年4月25日、フジテレビ）[20] - 進行
- 関内デビル（2018年11月13日 - 、テレビ神奈川） - 「塩地美澄の成り上がり」のコーナー担当
- いいコト!～みたい知りたい出かけたい～（岩手朝日テレビ、不定期）

### ウェブテレビ
- 妄想マンデー（2016年4月11日 - 2018年6月25日、2021年4月26日 - 5月10日、AbemaTV）
- 輝け！AbemaTV AWARDS（2016年12月31日・2017年12月29日、AbemaTV） - 司会
- One Minute News（2017年2月27日 - 6月最終週、AbemaTV/AbemaNewsチャンネル） - 水、木、金曜キャスター[21]
- 真夏の濡れ濡れビンカン学校（2017年7月22日・24日、AbemaTV） - 理事長秘書
- アベマ大縁日〜人気番組勢ぞろい！神宮花火大会生中継で豪華プレゼント大放出SP〜（2018年8月11日、AbemaTV）[22]
- 指原莉乃＆ブラマヨの恋するサイテー男総選挙（2018年8月28日[23]、AbemaTV）
- 10億円会議 supported by 日本財団（2019年5月14日 - 7月30日、AbemaTV）

### ラジオ
- Weekly 虎ノ門ニュース（2019年8月4日 - 2020年3月29日、CROSS FM）[24]

### ドラマ
- 特命係長 只野仁（2017年、AbemaTV） - 塩地美澄（妄想マンデーMC）役

## 雑誌等
- FLASH（グラビア） - 2015年6月2日発売号[2]・2016年4月19日号
- 週刊プレイボーイ（グラビア） - 2015年6月29日発売号
- 週刊ポスト（グラビア） - 2015年7月8日発売号[11]

## 作品

### 写真集
- みすみ（2016年3月15日、ワニブックス、撮影：根本好伸）ISBN 978-4847048241[25]
- すきだらけ（2017年3月27日、ワニブックス、撮影：中山雅文）ISBN 978-4847049088
- Relieved（2020年7月30日、光文社、撮影：矢西誠二）ISBN 978-4334902575
- Nocturne（2021年9月10日、講談社、撮影：西田幸樹）ISBN 978-4065257760
- 瞬間（2022年9月16日、竹書房、撮影：橋本雅司） ISBN 978-4801932586[26]
- Pearl（2023年4月12日、講談社、撮影：鈴木ゴータ）ISBN 978-4065314142

### イメージビデオ
※太字タイトルはBD版同時発売
- はいっ、塩地です!（2016年4月25日、ワニブックス）
- といき（2017年2月1日、ホリプロ）
- すきなだけ（2017年5月25日、ワニブックス）[27]
- Salty Love（2020年9月20日、ラインコミュニケーションズ）
- move on（2020年12月23日、竹書房）
- Stay with me（2021年3月19日、竹書房）
- look forward（2021年6月25日、竹書房）
- Follow Me（2021年12月20日、ラインコミュニケーションズ）
- そっと愛して（2022年4月22日、竹書房）
- フリーアナウンサー 艶やか美（2022年8月26日、竹書房）
- 美人教師の1日（2022年12月20日、ラインコミュニケーションズ）
- 楽園の扉（2023年3月29日、スパイスビジュアル）
- Office Romance（2023年7月25日、エアーコントロール）

## 執筆
- 塩地美澄の“かんちがい？しちゃいます”（2017年 - 、産経プラス）[28]

## その他
- 亀有警察署 一日警察署長（2017年9月4日）[29]
- ビジネスマン格闘技大会「CHANGE 3.0」（2024年9月29日） - ラウンドガール[30]
- 塩地美澄さんと学ぶ将来困らないための「お金の付き合い方」講座（2024年11月30日）